# Monismus
Der Monismus (von altgriechisch μόνος mónos – „allein“, „einzig“, „ein“) ist eine philosophische bzw. metaphysische Position. Ihre Hauptthese ist, dass sich alle Phänomene der Welt auf ein einziges Grundprinzip zurückführen lassen. Die Gegenpositionen zum Monismus sind der Dualismus und der Pluralismus, die zwei bzw. viele Grundprinzipien annehmen.
In der Geschichte der Philosophie sind mehrere monistische Lehren nachweisbar. Als Begriff wurde der ‚Monismus‘ allerdings erst am Ende des 19. Jahrhunderts geprägt. Über seine philosophische Bedeutung hinaus findet der Begriff heute außerdem Anwendung in der Politikwissenschaft, Rechtswissenschaft und Religionswissenschaft.

## In der Philosophie
In der Philosophie ist oft die Rede von „Substanzen“, aus denen die Welt besteht. Während der philosophische Dualismus meist zwei Substanzen – Geist und Materie – annimmt, geht der Monismus von der Existenz nur einer Substanz aus. Es lassen sich drei grobe Richtungen des Monismus identifizieren:
1. Materialismus oder Physikalismus, wonach alles Materie ist und nur physikalische oder materielle Objekte und Wirkungen real sind. Dies ist die in der Neuzeit mit Abstand populärste Ausprägung des Monismus. Heute ist die Bezeichnung Monismus jedoch häufig nur noch ein Schlagwort der Physikalisten, um ihren Standpunkt abzugrenzen, während die konkreten Vorstellungen eher eigenschaftsdualistisch sind.[1]
2. Idealismus oder Phänomenalismus, wonach alles Geist ist und nur geistige Vorgänge real sind. Eine Variante dieser Auffassung wurde beispielsweise von George Berkeley vertreten. Die „idealistische“ Ausprägung des Monismus findet sich heute nur noch selten.
3. Neutraler Monismus, wonach sowohl physikalischen als auch geistigen Vorgängen ein drittes, unabhängiges Prinzip zugrunde liegt.

Jede dieser drei Hauptrichtungen nimmt an, dass sich alle bekannten Vorgänge auf das genannte Grundprinzip zurückführen lassen. Vielfach wird dabei das Prinzip des Reduktionismus verwendet.
Spezifische Formen des Monismus:
1. Der Funktionalismus ist grundsätzlich ein physikalischer Monismus. Zusätzlich wird angenommen, dass geistige Phänomene auf einen funktionalen Mechanismus reduzierbar sind, der unabhängig von dem zugrunde liegenden Material ist. In dem Sinne wäre also eine Maschine, die wie ein Mensch denkt, auch ohne die Neuronen des menschlichen Gehirns denkbar. Die Künstliche Intelligenz sowie die Kognitionswissenschaft stehen dem Funktionalismus nahe.
2. Der eliminative Materialismus postuliert rein materielle Grundprinzipien, verzichtet allerdings auf einen Reduktionismus zur Begründung geistiger Vorgänge wie „Wünsche“, „Furcht“ oder „Glaube“. Diese sind nach dieser Theorie letztendlich unwissenschaftlich und werden wie andere überholte Vorstellungen gleichfalls aus der wissenschaftlichen Diskussion verschwinden. Ein spezielles Beispiel eines eliminativen Materialismus stellt der radikale Behaviorismus Burrhus Frederic Skinners dar.
3. Verschiedene nicht reduktive Materialismen verwerfen alle reduktiven Vorschläge. Ein Beispiel ist der anomale Monismus von Donald Davidson. Teilweise wird von Supervenienz gesprochen: Mentale Zustände supervenieren über physischen Zuständen, sind aber nicht auf sie zurückführbar. „Supervenieren“ beschreibt dabei eine Abhängigkeitsbeziehung: Das Mentale kann sich nicht verändern, ohne dass sich das Physische verändert.
4. Eine spezielle Form des „idealistischen Monismus“ ist der Solipsismus, nach dem nicht nur alles Geist, sondern alles ausschließlich der eigene Geist ist – es existiert keine Welt außerhalb der eigenen Empfindungen und Gedanken.

### Antikes Griechenland
Einige Naturphilosophen der Antike waren Monisten, die jeweils einen Urstoff erkannt zu haben glaubten.
- Anaximander – Apeiron (etwa: das Nicht-Eingrenzbare, Unfassbare, Unendlichkeit)
- Anaximenes – Luft
- Demokritos (~ 460–370 v. Chr.) nahm bereits an, dass die gesamte Welt einschließlich eventueller Götter nur aus unbeständigen Zusammenballungen kleinster Teile – den Atomen – bestehe.
- Heraklit – Feuer
- Parmenides – das Sein
- Thales – Wasser

### Europäische Frühe Neuzeit
Bekannte Vertreter des materialistischen Monismus waren Thomas Hobbes (1588–1679), Paul Henri Thiry d’Holbach (1723–1789) und  Julien Offray de La Mettrie (1709–1751), die allen mentalen Vorgängen die Interaktion materieller Komponenten zugrunde legten.
Für d’Holbach gab es keinen Dualismus etwa zwischen Materie versus Geist oder Seele versus Körper, vielmehr, insbesondere in seiner Schrift Système de la Nature ou Des Loix du Monde Physique et du Monde Moral (1770) vertrat er einen konsequenten Monismus. So sah er die menschliche Erkenntnis, Denken oder Empfindung als einen Ausdruck des der Materie innewohnenden Prinzips aus Bewegung und Determinismus.
Baruch de Spinoza (1632–1677) wird manchmal dem idealistischen Monismus zugeordnet, und zwar wegen seiner Ansicht, dass es nur eine Substanz gebe (Gott), während die Dinge ebenso wie die mentalen Vorgänge der Menschen nur Modi dieser einen Substanz seien; siehe aber Neutraler Monismus.

### Indische Philosophie
Eine der wichtigsten Richtungen der indischen Philosophie ist der Vedanta:
- Advaita-Vedānta, wie er von Shankara ausgelegt wurde, lehrt die Gleichheit von Atman und Brahman.
- Vishishtādvaita-Vedānta postuliert Gott als einzige Existenz.

## In Natur und Gesellschaft
Ernst Haeckel entwarf auf naturwissenschaftlicher Grundlage die Weltanschauung des Entwicklungs-Monismus. Kern dieser Richtung ist die volle Einordnung des Menschen in die Natur, ein Atheismus oder ein Natur und Gott gleichsetzender Pantheismus und schließlich der Verzicht auf jeden Offenbarungs- und Wunderglauben. Diese fand zahlreiche Anhänger.
Im 20. Jahrhundert hat sich ein naturwissenschaftlicher Ansatz zum Verständnis von Prozessen und Systemen entwickelt, der die Entwicklung von Natur und Gesellschaft durchgängig erklärt: Das ontologische, prozessorientierte Modell der emergenten Selbstorganisation. Man kann es als Erweiterung der biologischen Evolution ansehen. In diesem Modell werden die Prozesse der Welt auf einen einheitlichen Grundprozess abgebildet, der vom Urknall über die Entwicklung des Lebens, die Funktionsweise des Gehirns bis hin zu den Prozessen der menschlichen Gesellschaft wirkt: Aus Elementen, die untereinander Wechselwirkungen haben, entstehen von selbst und meist spontan Systeme mit neuen Strukturen, Eigenschaften und Fähigkeiten. Die Prozesse werden von den Bedingungen in ihrer Umgebung beeinflusst.
Da emergent entstandene Systeme wieder Elemente weiterer emergenter Prozesse sein können, hat sich im Laufe der Entwicklung der Welt von selbst und rekursiv eine Hierarchie von zunehmend komplexen Systemen entwickelt. Die emergent entstehenden Strukturen, Eigenschaften und Fähigkeiten sind nicht aus den Eigenschaften der Elemente vorhersagbar und müssen empirisch durch Beobachtungen, Messungen usw. festgestellt werden. Emergente Prozesse sind meist rückgekoppelt und deshalb nichtlinear, ihr Ablauf ist durch das deterministische Chaos bestimmt. Aufgrund der Nichtlinearität der Prozesse bilden sich die Strukturen und Systeme.

## In der Politikwissenschaft
- Das Begriffspaar Monismus/Pluralismus dient vor allem zur Bezeichnung von Ein- und Mehrparteiensystemen.
- Der Aufgabenmonismus ist eine Organisationsform der öffentlichen Verwaltung.

## In der Rechtswissenschaft
In der Rechtswissenschaft spricht man in verschiedenen Zusammenhängen von monistischen respektive dualistischen Systemen.

### Völkerrecht
Im Völkerrecht sind Monismus und Dualismus zwei Hauptrichtungen, die entweder von der Einheit von nationalem und internationalem Recht oder von deren Getrenntheit ausgehen. Beim Monismus bedarf eine völkerrechtliche Norm keiner Übertragung ins innerstaatliche Recht, sondern ist unmittelbar anwendbar. Von einem Monismus geht etwa die herrschende Lehre in Österreich, der Schweiz oder den Niederlanden aus. In Deutschland herrscht hingegen die dualistische Theorie vor. Dies hat zur Folge, dass internationales Recht in nationales Recht umgesetzt werden muss, damit es innerstaatliche Geltung erlangt. Nicht hierunter fällt allerdings das direkt anwendbare EU-Recht, insbesondere die Verordnungen der EU.

### Öffentliches Recht/Privatrecht
In den kontinentaleuropäischen Rechtsordnungen wird üblicherweise die große Unterscheidung zwischen öffentlichem Recht einerseits und Privatrecht andererseits gemacht. Hierbei handelt es sich also um ein zweigeteiltes, dualistisches System. In angelsächsischen Rechtsordnungen wird hingegen die Einheit des Rechts betont, weshalb man von einem monistischen System spricht.

### Öffentliche Sachen
Gemäß dem monistischen System beurteilen sich Rechtsfragen bezüglich öffentlichen Sachen im engeren Sinne – Verwaltungsvermögen und öffentlichen Sachen im Gemeingebrauch – ausschließlich nach öffentlichem Recht. Insbesondere muss also eine eigene, öffentlich-rechtliche Eigentumsordnung gelten. Die dualistische Theorie stellt je nach Rechtsfrage hingegen bei öffentlichen Sachen teilweise auf das Zivilrecht ab. Insbesondere gilt im dualistischen System die zivilrechtliche Eigentumsordnung.
Die monistische Ordnung stammt ursprünglich aus Frankreich, galt jedoch in vielen Westschweizer Kantonen. Deutschland kannte immer fast ausschließlich das dualistische System, das mittlerweile in der Schweiz das monistische System komplett abgelöst hat.

### Grundstückgewinnsteuer
Bei der von schweizerischen Kantonen und Gemeinden erhobenen Grundstückgewinnsteuer wird im Monistischen System auf Grundstückgewinne die Grundstückgewinnsteuer erhoben unabhängig davon, ob sich die Liegenschaft im Privat- oder im Geschäftsvermögen befindet. Im dualistischen System hingegen wird die Grundstückgewinnsteuer nur für Grundstücke im Privatvermögen erhoben, während Grundstückgewinne im Geschäftsvermögen einkommens- respektive gewinnsteuerpflichtig sind. Es steht den Kantonen frei zwischen den beiden Systemen zu wählen (Art. 12 Abs. 1 und 4 Steuerharmonisierungsgesetz).

### Urheberrecht
Im Urheberrecht bezeichnet Monismus die Untrennbarkeit der persönlichkeitsrechtlichen und verwertungsrechtlichen Befugnisse des Urhebers. Das deutsche Urheberrechtsgesetz orientiert sich an der monistischen Theorie.

## In den Religionen
In der Religion stehen monistische Lehren oft dem Pantheismus oder dem Panentheismus nahe, die eine Gegenwart (Immanenz) des Göttlichen in allen Erscheinungen der Welt annehmen.
In der katholischen Kirche wird die „göttliche Einheit“ mit dem Grundprinzip identifiziert. Ähnliche Ansichten finden sich in anderen Zweigen des Christentums, im Islam oder im Judentum. Auch bei den monotheistischen Bahai gibt es zahlreiche Aussagen in den Heiligen Schriften, die sich monistisch interpretieren lassen.
Zum Hinduismus siehe oben unter „Indische Philosophie“. Auch die älteste hinduistische Schrift, der Rig Veda, spricht von einem „Wesen-Nicht-Wesen“, das „atmete ohne Atem“ und dessen Wirkung die Welt schuf. Praktiken wie Yoga oder Tantra werden oft als monistisch bezeichnet.
In der Freireligiösen Bewegung wird ein religiöser Monismus vertreten, ohne die Welt in ein Diesseits und in ein Jenseits zu spalten.